# المقاتل النهائي: فريق كورميي ضد فريق سونين
المقاتل النهائي: فريق كورميي ضد فريق سونين (بالإنجليزية: The Ultimate Fighter: Team Cormier vs. Team Sonnen) (المعروف أيضًا باسم المقاتل النهائي 33) هو جزء 2025 من سلسلة تلفزيون الواقع المقاتل النهائي التي تنتجها يو إف سي على إي إس بي إن+ ويو إف سي فايت باس. سيصادف هذا الموسم الذكرى العشرين لألتميت فايتر. سيشهد هذا الموسم منافسات وزن الذبابة ووزن الوسط للرجال. بدأت عملية اختيار الممثلين للموسم من 4 نوفمبر 2024 إلى 13 ديسمبر 2024، وسيتم بث العرض كل يوم ثلاثاء من 27 مايو 2025.
من المتوقع أن يعمل بطل يو إف سي للوزن الثقيل ووزن خفيف الثقيل دانيال كورميي ومنافس لقب بطولة يو إف سي لوزن خفيف الثقيل والوزن المتوسط شيل سونين كمدربين للموسم.

## الطاقم

### المدربين
| فريق كورميي: - دانيال كورميي،المدرب الرئيسي - تياغو بيوولف - روزندو سانشيز - بوب كوك - جون وود - مايكل كييزا - يوليوس كريد | فريق سونين: - شيل سونين،المدرب الرئيسي - كلايتون هيرز - ستيفن سميث - جيمي هيوي - كولبي كوفنغتون - ماسون فاولر |

### المقاتلين
- فريق كورميي
  - وزن الذبابة: أليبي إديريس، إدواردو هنريكي، إيمانول رودريجيز وتوميلو مانيامالا.
  - وزن الوسط : أليكس سانشيز ودانييل دونتشينكو وجيف كريتون ورودريجو سيزيناندو.
- فريق سونين
  - وزن الذبابة : رويبرت إيتشيرفيريا، فوركاتبك يوكوبوف، أرشيان ميمون وجوزيف موراليس.
  - الوزن المتوسط : مات ديكسون، ريتشارد مارتينز، دييغو بيانشيني وأندرياس بايندر.

| المدرب | الاختيار الأول                | الاختيار الثاني               | الاختيار الثالث                | الاختيار الرابع              | الاختيار الخامس                 | الاختيار السادس             | الاختيار السابع                | الاختيار الثامن           |
| ------ | ----------------------------- | ----------------------------- | ------------------------------ | ---------------------------- | ------------------------------- | --------------------------- | ------------------------------ | ------------------------- |
| كورميي | إدواردو هينكريك (وزن الذبابة) | رودريجو سيزيناندو (وزن الوسط) | عليبي إدريس (وزن الذبابة)      | دانييل دونتشينكو (وزن الوسط) | إيمانول رودريجيز (وزن الذبابة)  | جيف كريتون (وزن الوسط)      | توميلو مانيامالا (وزن الذبابة) | أليكس سانشيز (وزن الوسط)  |
| سونين  | جوزيف موراليس (وزن الذبابة)   | دييغو بيانشيني (وزن الوسط)    | فوركاتبك يوكوبوف (وزن الذبابة) | مات ديكسون (وزن الوسط)       | رويبرت إيشيرفيريا (وزن الذبابة) | ريتشارد مارتينز (وزن الوسط) | أرشيان ميمون(وزن الذبابة)      | أندرياس بايندر(وزن الوسط) |